# Caparaz
Caparaz (Pacara ?), maleno pleme američkih Indijanaca naseljeni 1674. na misiju San Luis s plemenima Amacano i Chine, gdje ova tri plemena te godine broje oko 300 duša.
Prema Swantonu oni bi mogli biti preživjeli ostatak Capachequi Indijanaca koje 1549. susreće Hernando de Soto, sjeverno od zemlje Apalacheeja. Jezična pripadnost je nepoznata. 
Bonnie G. McEwan ih u svojoj knjizi naziva Pacara.